# Tetrazione
In matematica, la tetrazione (o iperpotenza) è un'operazione aritmetica costituita dall'iterazione di una potenza. Non vi sono notazioni standard per questa operazione, anche se la notazione a frecce di Knuth {\displaystyle \uparrow \uparrow } e l'applicazione dell'esponente a sinistra {\displaystyle {^{x}a}} sono comunemente utilizzate.
Dalla definizione dell'operazione, segue che 
{\displaystyle ^{x}a:=\underbrace {a^{a^{a^{\cdot ^{\cdot }}}}} _{x{\text{ volte}}}}, con {\displaystyle x\in \mathbb {N} }.
dove l'elevamento a potenza viene applicato iterativamente {\displaystyle x-1} volte. {\displaystyle x} viene detto altezza della funzione, mentre {\displaystyle a} viene detto base, in maniera analoga all'elevamento a potenza. La scrittura {\displaystyle ^{x}a} si legge "{\displaystyle a} tetratto {\displaystyle x}" o "{\displaystyle a} torre {\displaystyle x}". Per esempio, 2 tetratto 4 risulta essere {\displaystyle ^{4}{2}=2^{2^{2^{2}}}=2^{2^{4}}=2^{16}=65536.}
Il termine venne coniato da Reuben Louis Goodstein come neologismo derivante dalla composizione di tetra (quattro) e iterazione. Viene anche definita ricorsivamente come: 
{\displaystyle {a}\uparrow \uparrow {x}:={\begin{cases}1&{\text{se }}x=0,\\a^{a\uparrow \uparrow (x-1)}&{\text{se }}x>0,\end{cases}}}
permettendo un'estensione olomorfa della tetrazione anche ai numeri non naturali, come per gli insiemi dei numeri reali, complessi e ordinali, la cui prova è avvenuta nel 2017.
Le due operazioni inverse della tetrazione sono chiamate super-radice e super-logaritmo, e rappresentano l'analogo della radice n-esima e della funzione logaritmica. Nessuna di queste funzioni è elementare.

## Introduzione
La tetrazione viene considerata la quarta delle iper-operazioni, preceduta dall'addizione, dalla moltiplicazione e dall'elevamento a potenza, ed è il minimo iper-operatore caratterizzato dalla cosiddetta convergenza p-adica. Fissata la base di numerazione, calcolando {\displaystyle ^{x}a} (con {\displaystyle a} ed {\displaystyle x} interi positivi) le ultime {\displaystyle n} cifre resteranno immutate per {\displaystyle ^{x'}a} (con {\displaystyle x'>x}), a partire da un certo valore {\displaystyle x=x(n,a)}.
Nella definizione originale, l'altezza della tetrazione deve essere un numero naturale. Tuttavia, proprio come l'addizione, la moltiplicazione e l'elevamento a potenza possono essere definite in modi che consentono estensioni ai numeri reali e complessi, sono stati fatti diversi tentativi di generalizzare la tetrazione a numeri negativi, reali e complessi. Un modo per farlo è utilizzare una definizione ricorsiva:
{\displaystyle {^{x}}{a}:={\begin{cases}1&{\text{se }}x=0,\\{a}^{(^{(x-1)}a)}&{\text{se }}x>0.\end{cases}}}
Questa è uguale alla definizione classica per valori di {\displaystyle x} naturali, ma può essere estesa per effettuare operazioni come {\displaystyle ^{0}a}, {\displaystyle ^{-1}a}, o anche {\displaystyle ^{i}a}, dove {\displaystyle i} è l'unità immaginaria.

## Terminologia
Esistono varie parole per indicare la tetrazione, anche se alcuni non sono diventati di uso comune per differenti ragioni. Di seguito sono elencati alcuni dei modi per identificare questa operazione:
- Il termine tetrazione, introdotto da Goodstein nel 1947, nel suo articolo Ordinali Transfiniti nella Teoria Ricorsiva dei Numeri (eng. Transfinite Ordinals in Recursive Number Theory), è il termine più utilizzato ad oggi. È stato reso popolare anche da Rudy Rucker, grazie al suo utilizzo nel libro La mente e l'infinito: Scienza e filosofia dell'infinito.
- Il termine inglese superexponentiation, traducibile con superesponenziale (anche se nella lingua italiana questo termine viene comunemente utilizzato per riferirsi alla unzione {\displaystyle f(x)=x^{x}}), introdotto da Nick Bromer nel suo articolo Superexponentiation del 1987. Era già stato utilizzato in precedenza da Ed Nelson nel suo libro Aritmetica Predicativa (eng. Predicative Arithmetic, pubblicato da Princeton University Press nel 1986).
- Il termine iperpotenza, combinazione di iper (dal greco sopra, oltre) e potenza (intesa come elevamento a potenza), che descrive intuitivamente la tetrazione. Il termine può essere considerato ambiguo, dato che il prefisso iper- viene utilizzato per riferirsi a tutti gli iper-operatori, mentre il prefisso super- si riferisce nello specifico al quarto iper-operatore, cioè quello di tetrazione.
- Il termine torre esponenziale viene a volte utilizzato in espressioni come "torre esponenziale di ordine {\displaystyle x}", riferendosi a {\displaystyle \underbrace {a^{a^{a^{\cdot ^{\cdot }}}}} _{x{\text{ volte}}}}.

## Notazione
Come in ogni contesto matematico, esistono diverse notazioni per indicare l'operazione di tetrazione. Alcune di queste possono essere usate per indicare altri iper-operatori, mentre altre sono limitate alla tetrazione e non hanno estensioni di alcun tipo.
| Nome                                    | Forma                                                                    | Descrizione |
| --------------------------------------- | ------------------------------------------------------------------------ | --- |
| Notazione a frecce di Knuth             | {\displaystyle a\uparrow \uparrow {x}} {\displaystyle a\uparrow ^{2}{x}} | Permette l'estensione aggiungendo più frecce, oppure aggiungendo un esponente alla freccia.                                                           |
| Notazione a frecce di Conway            | {\displaystyle a\rightarrow {x}\rightarrow {2}}                          | Permette l'estensione incrementando l'indice a destra, in modo simile alla notazione di Knuth, oppure aumentando la lunghezza della catena di frecce. |
| Funzione di Ackermann                   | {\displaystyle ^{n}{2}=A(4,x-3)+3}                                       | Permette di scrivere il caso speciale {\displaystyle a=2} utilizzando la funzione di Ackermann.                                                       |
| Notazione esponenziale iterata          | {\displaystyle \exp _{a}^{x}(1)}                                         | Permette l'estensione dell'operazione a valori iniziali diversi da {\displaystyle 1}.                                                                 |
| Notazioni di Hoosmand                   | {\displaystyle \mathrm {uxp} _{a}x} {\displaystyle a^{\underline {x}}}   | Utilizzate da M. H. Hoosmand (2006). |
| Notazione di iper-operazione            | {\displaystyle a[4]x} {\displaystyle H_{4}(a,x)}                         | Identifica l'iper-operazione utilizzata in base all'indice (ad esempio, l'indice {\displaystyle 3} identifica l'elevamento a potenza).                |
| Notazione a doppio accento circonflesso | {\displaystyle a}^^{\displaystyle x}                                     | Notazione utilizzata per indicare la tetrazione in caratteri ASCII.                                                                                   |

In particolare, la notazione esponenziale iterata è definita come
{\displaystyle \exp _{a}^{x+1}(y):=\underbrace {a^{a^{\cdot ^{\cdot ^{y}}}}} _{x{\text{ volte}}}.}